# Xã Mentor, Quận Cheboygan, Michigan
Xã Mentor (tiếng Anh: Mentor Township) là một xã thuộc quận Cheboygan, tiểu bang Michigan, Hoa Kỳ. Năm 2010, dân số của xã này là 818 người.